# Aivalykus hansoni
Aivalykus hansoni är en stekelart som beskrevs av Marsh 2002. Aivalykus hansoni ingår i släktet Aivalykus och familjen bracksteklar. Inga underarter finns listade i Catalogue of Life.